# كونيتومي
كونيتومي  هي بلدية في اليابان، وبلدة في اليابان، تقع في ميازاكي، ومقاطعة هيغاشيموروكاتا، بلغ عدد سكانها 18,987  نسمة وذلك حسب إحصائيات سنة 2018، تبلغ مساحتها 130.63 كيلومتر مربع.